# Раундап (Монтана)
Раундап (енгл. Roundup) град је у америчкој савезној држави Монтана.

## Демографија
По попису из 2010. године број становника је 1.788, што је 143 (-7,4%) становника мање него 2000. године.
| Група             | 2000.         | 2010.         |
| Белци             | 1.837 (95,1%) | 1.666 (93,2%) |
| Афроамериканци    | 3 (0,2%)      | 5 (0,3%)      |
| Азијати           | 2 (0,1%)      | 2 (0,1%)      |
| Хиспаноамериканци | 53 (2,7%)     | 73 (4,1%)     |
| Укупно            | 1.931         | 1.788         |